# Propebela siogamaensis
Propebela siogamaensis é uma espécie de gastrópode do gênero Propebela, pertencente a família Mangeliidae.